# Balon

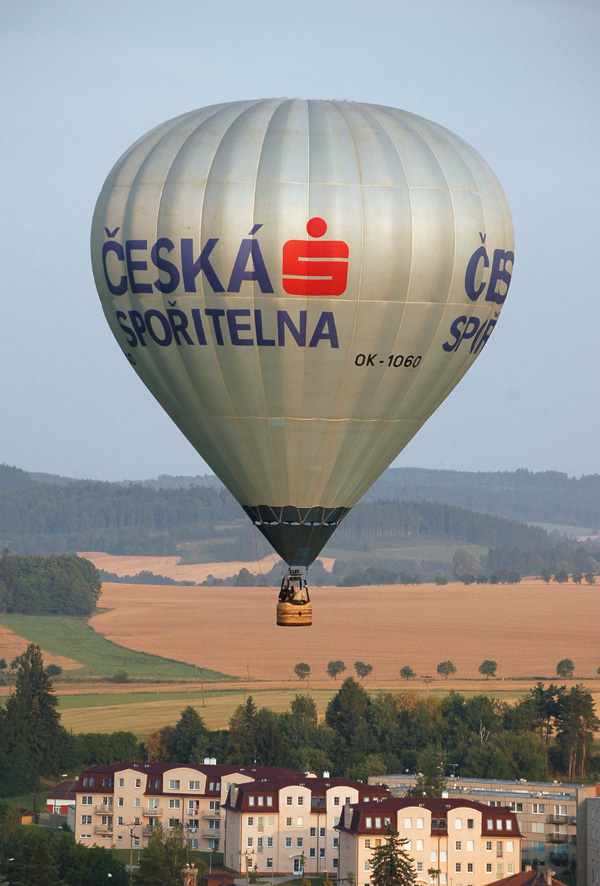
Horkovzdušný balón

Balon (správně také balón, odborně obecněji aerostat) je letadlo, které se na principu Archimédova zákona pohybuje vzduchem. Skládá se z vlastního balónu a koše posádky. Nejčastějším typem balónu používaným v dnešní době je horkovzdušný balon, plněný zahřátým vzduchem, u řiditelných balónů pak vzducholodě plněné netečným plynem heliem.

## Historie

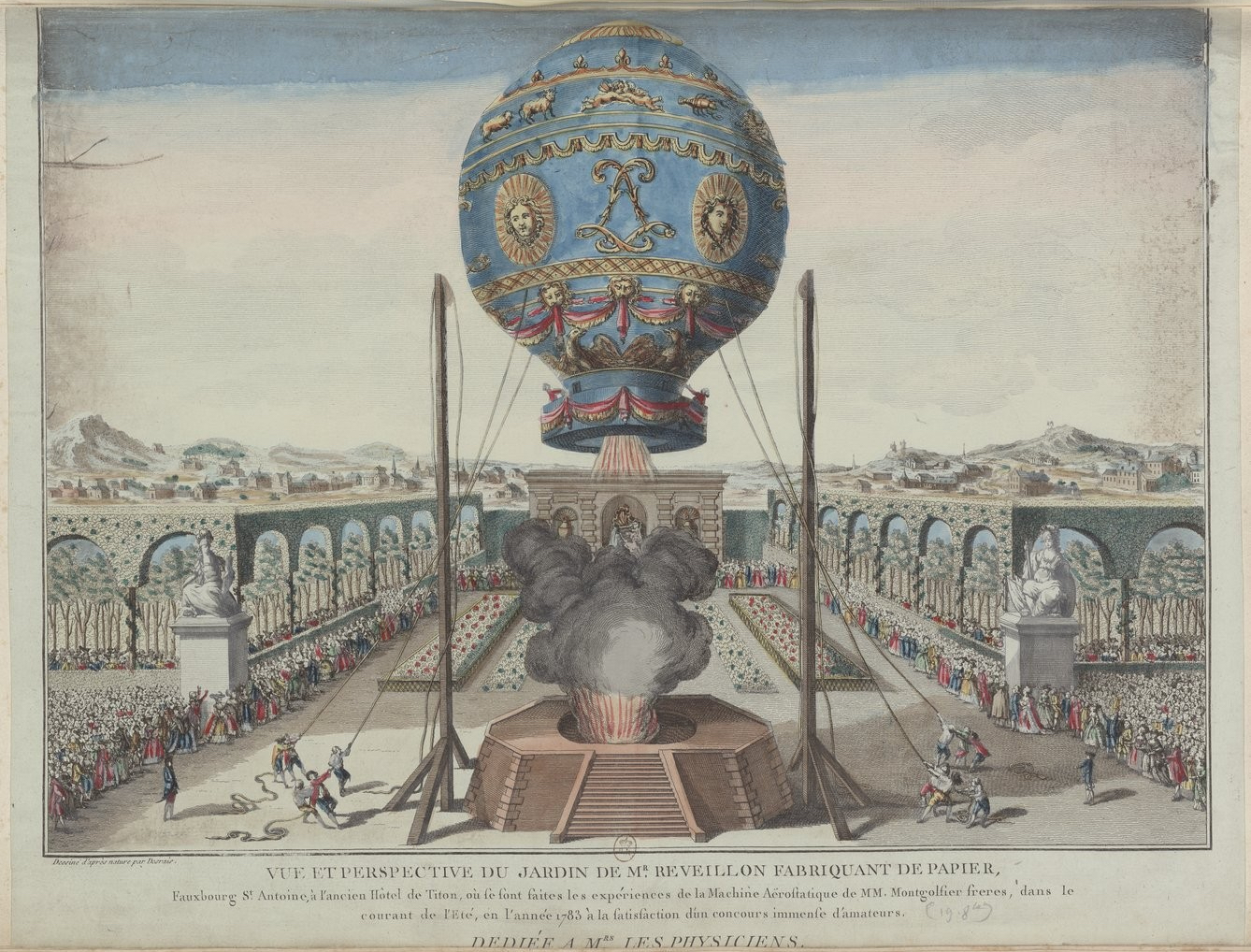
Balón bratří Montgolfierů

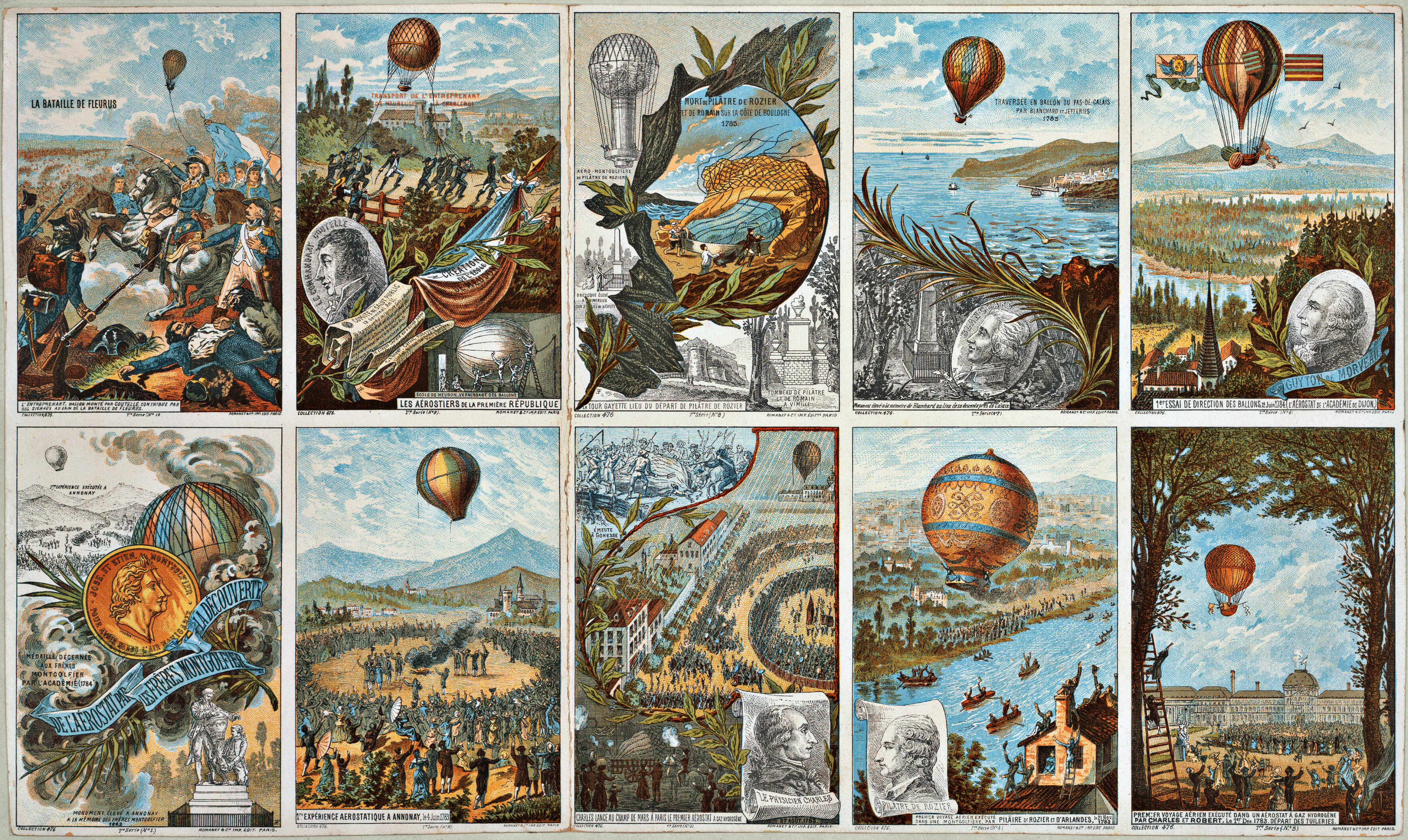
Historické kartičky s obrázky důležitých událostí z dějin balonového létání

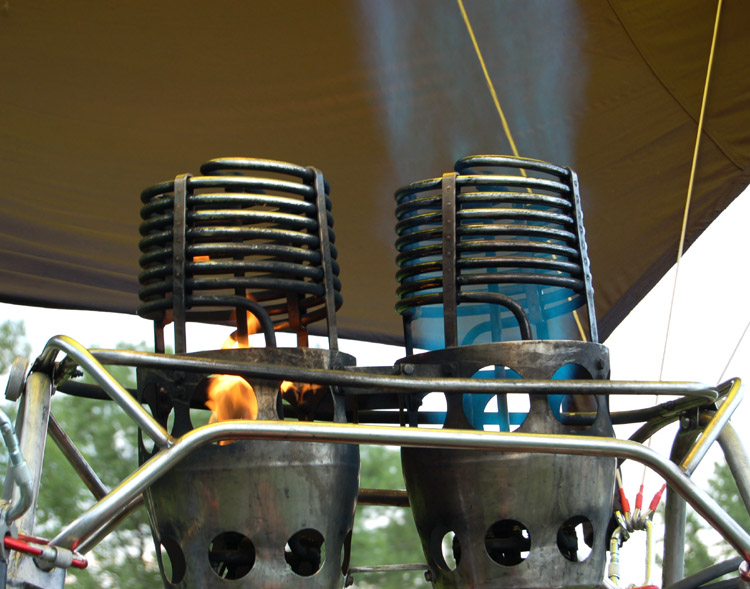
Detail hořáků k vytápění vnitřku balónu

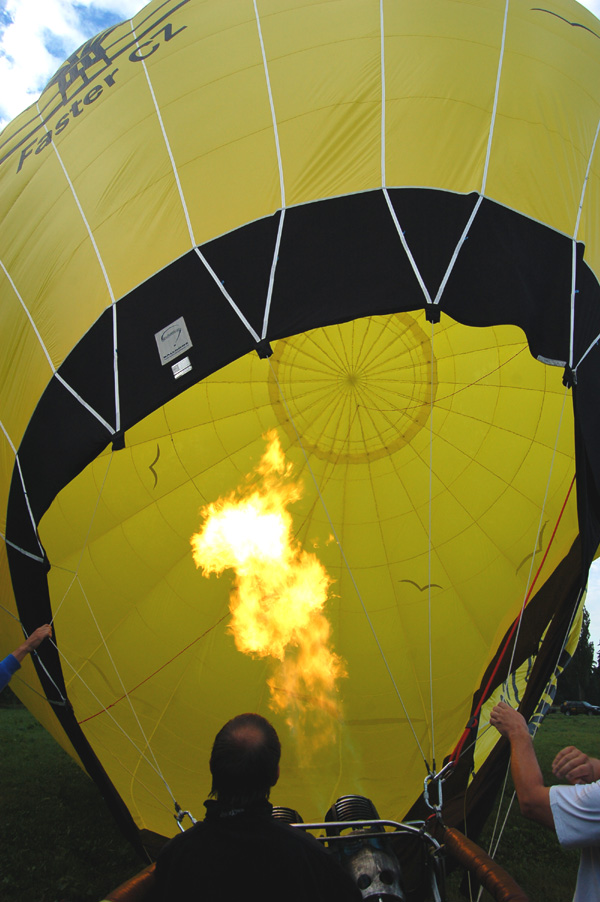
Nahřívání vzduchu uvnitř balónu před odletem

Za počátek balonového létání je považován 4. červen 1783, kdy se vznesl horkovzdušný balon bratrů Montgolfiérů před zraky dvora Ludvíka XVI. Prvními pasažéry byly ovce, kachna a kohout.
Ještě tentýž rok se vznesl i první plynem plněný balon profesora Charlese. Plynové balony pak byly využívány v civilní a hlavně vojenské sféře. Byly plněny vodíkem nebo svítiplynem a nakonec bezpečným heliem. Koncem 19. století se objevily i první použitelné řiditelné balony – vzducholodě.

## Vojenské využití
První návrh na vojenské využití balonu podal už v roce 1783 Francouz Giroud de Villette po svém letu montgolfiérou. První praktické použití je připisováno jinému Francouzi. Guiton de Morveau, poradce Výboru pro státní blaho francouzské první republiky, se pokusil balonem přepravit v roce 1793 depeše z obléhaného města Condré. Netěsný balon však spadl do ležení nepřátel.
V témže roce však přesto získal podporu pro své záměry a už o rok později se svým balonem Entreprenant (podnikavý) zasáhl do bojů u Maubeuge. Před tím ale bylo nutné za pomoci chemika A. Lavoisiera a fyzika Coutelle objevit a zvládnout nový způsob výroby vodíku.
Během pruského obléhání Paříže v roce 1870 byly balony jediným prostředkem pro spojení obránců města a zbytku Francie. Během obléhání odstartovalo 66 balonů, z nichž většina dorazila s poštou a pasažéry mimo pruské obklíčení.
Upoutané balony byly v devatenáctém a první polovině dvacátého století využívány v armádě jako pozorovací prostředek – především pro řízení dělostřelecké palby, od první světové války jako protiletadlová baráž, za druhé světové války pak jako protiponorková stráž.

## Výzkum a rekordy
V září 1901 dosáhli němečtí vzduchoplavci Berson a Suerig výšky 10 800 m, což zůstalo rekordem až do roku 1931. Ve 30. letech pak byly výškové rekordy několikrát překonány různými týmy z různých zemí.
Prvním, kdo překonal výškový rekord z roku 1901, byl Švýcar Auguste Piccard. Ve speciálně vyrobeném balónu o objemu 14 130 m³ dosáhl 27. května 1931 výšky 15 780 m. Závody o nejvyšší dosaženou výšku však také měly své oběti - například posádku sovětského stratostatu Osoaviachim-1.
Felix Baumgartner 14. října 2012 vystoupal ve speciálním heliovém balónu do výšky 39 044 m. Odtud seskočil s padákem a pokořil tím další 3 světové rekordy - seskok z nejvyšší výšky (39 km), nejvyšší pádová rychlost (1342 km/h) a byl první, kdo volným pádem překonal rychlost zvuku. Balón s gondolou následně přistál na svém padáku a byl rekuperován.
Baumgartnerův výškový rekord překonal 24. října 2014 Alan Eustace (*1951, viceprezident společnosti Google). Celý pokus zajišťoval z vlastních zdrojů bez pomoci společnosti Google, technickou podporu a asistenci poskytla Eustacemu firma Paragon Space Development Corporation. Mediální zájem byl však menší než u Felixe Baumgartnera. Eustace vyskočil z výšky 41 425 m, při letu dosáhl rychlost 1322 km/h a volný pád za pomoci stabilizačního padáčku trval 4 minuty 27 sekund, rychlost zvuku překonal po zhruba minutě a půl. Eustace stoupal vzhůru po dobu 2,5 hodiny pouze ve skafandru, ve kterém byl zavěšen přímo pod balónem, na rozdíl od Baumgartnera, jenž měl k dispozici speciální modul.

### Současnost
Renesanci horkovzdušných balonů v polovině 20. století umožnil dostupný stlačený propan-butan jako zdroj tepla pro ohřev vzduchu i dostatečně lehká a pevná nylonová tkanina pro výrobu obalu balónu. Vývoj byl nejprve v režii armády, jako rychlý a mobilní pozorovací prostředek. Na začátku 60. let byl projekt uvolněn k civilnímu využití a postupem času se stal koníčkem mnoha nadšenců.
První český horkovzdušný balón byl vyroben brněnským Aviatik Klubem a veřejnosti byl představen v roce 1983.

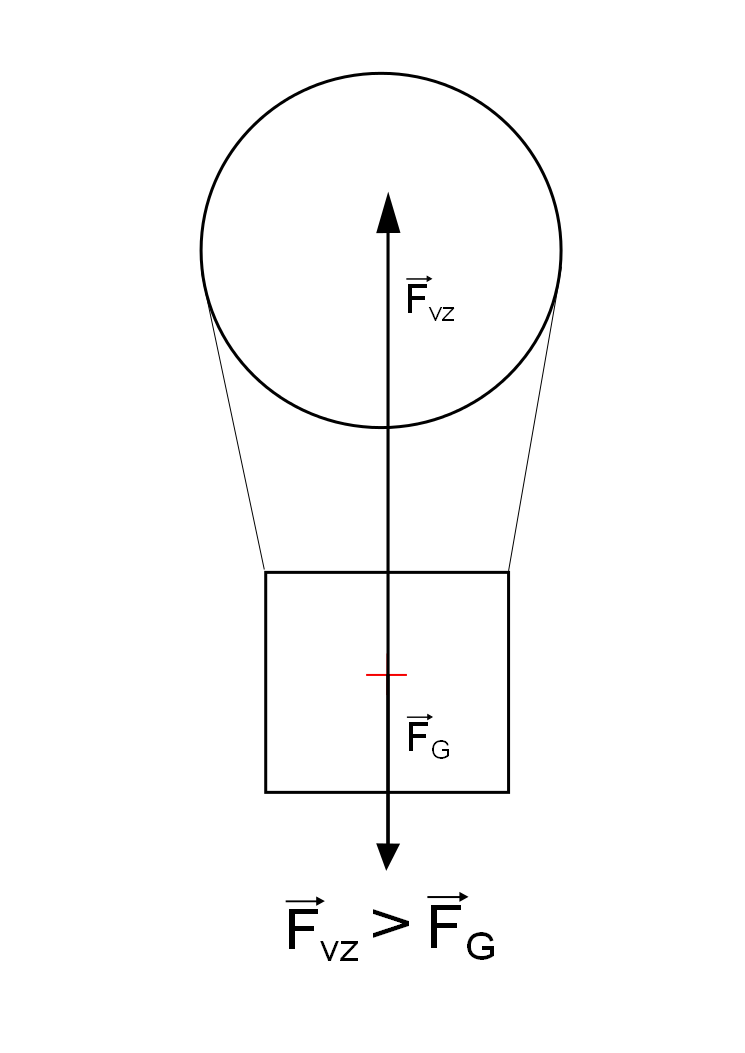
Fyzikální popis

## V kultuře
Balóny se objevily i v řadě uměleckých děl. Často vystupují například v románech Julese Vernea (Pět neděl v balóně, Tajuplný ostrov).